# Geum henryi
Geum henryi är en rosväxtart som först beskrevs av Alexander Feodorowicz Batalin, och fick sitt nu gällande namn av Jenny E.E. Smedmark. Geum henryi ingår i släktet nejlikrotsläktet, och familjen rosväxter. Inga underarter finns listade i Catalogue of Life.